# Nicolás Lodeiro
Marcelo Nicolás Lodeiro Benítez (født 21. marts 1989 i Paysandú, Uruguay) er en uruguayansk fodboldspiller, der spiller som midtbanespiller hos Seattle Sounders FC i Major League Soccer. Han har spillet for klubben siden 2016, og har tidligere repræsenteret Nacional, Boca Juniors og Ajax.

## Karriere
Med Ajax vandt Lodeiro i 2010 den hollandske pokalturnering KNVB Cup. Han blev uruguayansk mester med Nacional i 2009.

## Landshold
Lodeiro står (pr. april 2018) noteret for 53 kampe og fire scoringer for Uruguays landshold, som han debuterede for den 14. november 2009 i en VM-kvalifikationskamp mod Costa Rica.

## Titler
Uruguays Liga
- 2009 med Nacional

Hollands pokalturnering
- 2010 med AFC Ajax

Primera División de Argentina
- 2015 med Boca Juniors